# PER3
El gen PER3 codifica la proteïna homòleg 3 de la proteïna circadiana del període en humans. PER3 és un paràleg dels gens PER1 i PER2. És un gen circadià associat a la síndrome de la fase retardada del son en humans.

## Història
El gen Per3 va ser clonat de manera independent per dos grups de recerca (Kobe University School of Medicine i Harvard Medical School) que tots dos van publicar el seu descobriment el juny de 1998. El mamífer Per3 es va descobrir buscant seqüències d'ADNc homòlogues a Per2. La seqüència d'aminoàcids de la proteïna PERIOD3 del ratolí (mPER3) és entre un 37 i un 56% similar a les altres dues proteïnes PER.

## Funció
Aquest gen és un membre de la família de gens del període. S'expressa en un patró circadià al nucli supraquiasmàtic (SCN), el marcapassos circadià primari del cervell dels mamífers. Els gens d'aquesta família codifiquen components dels ritmes circadians de l'activitat locomotora, el metabolisme i el comportament. L'expressió circadiana al SCN continua en la foscor constant i un canvi en el cicle llum/foscor evoca un canvi proporcional de l'expressió gènica al SCN. PER1 i PER2 són necessaris per al cronometratge molecular i la resposta a la llum al rellotge circadià mestre del SCN, però es mostren poques dades sobre la funció concreta de PER3. Es va trobar que PER3 era important per al cronometratge endògen en teixits específics i aquests canvis específics del teixit en períodes endògens donen lloc a una desalineació interna dels rellotges circadians en els ratolins de doble eliminació (-/-) de Per3. PER3 pot tenir un efecte estabilitzador sobre PER1 i PER2, i aquest efecte estabilitzador es pot reduir en el polimorfisme PER3-P415A/H417R.

### Localització del gen
El gen PER3 humà es troba al cromosoma 1 a la següent ubicació:
- Inici: 7.784.320 pb
- Finalització: 7.845.181 pb
- Extensió: 60.862 bases
- Exons: 25

### Estructura proteica
S'ha identificat que la proteïna PER3 té les següents característiques:
- Mida: 1201 aminoàcids
- Massa molecular: 131888 Da
- Estructura quaternària: Homodímer